# Пханган
Пханга́н, или Панган (тайск. เกาะพะงัน) — остров в Сиамском заливе, относится к провинции Сураттхани, Таиланд. Широко известен благодаря проводимой на нём ежемесячной вечеринке «Full Moon Party». Популярен у бэкпэкеров и современных хиппи.

## География
Пханган является частью архипелага Самуй, к которому относятся ещё два крупных острова Самуй и Тау, а также множество более мелких островов.
На острове преобладает гористая местность, большая часть которой покрыта тропическими лесами. Есть несколько небольших водопадов. Часть острова используется под сельское хозяйство и кокосовые плантации. Берега преимущественно скалистые, но имеются бухты и песчаные пляжи.
- Площадь — 125 км²[5].
- Примерный периметр острова 40 км.
- Высшей точкой острова является гора Кхао Ра, 630 метров.
- Расстояние до материка — около 55 км.
- Близлежащие острова/расстояние — Самуй (15 км), Тау (35 км).
- Главный город — Тонгсала[англ.].

## Климат
- Январь. 24-29 °C, 144,5 мм осадков
- Февраль. 25-30 °C, 33 мм осадков
- Март. 26-31 °C, 50 мм осадков
- Апрель. 26-32 °C, 86 мм осадков
- Май. 26-32 °C, 157 мм осадков
- Июнь. 26-32 °C, 93 мм осадков
- Июль. 25-32 °C, 131 мм осадков
- Август. 25-32 °C, 102 мм осадков
- Сентябрь. 25-31 °C, 113 мм осадков
- Октябрь. 25-31 °C, 266 мм осадков
- Ноябрь. 24-29 °C, 526 мм осадков
- Декабрь. 24-29 °C, 203 мм осадков.

## История острова
Название Пханган происходит от слова «нган», означающего бар (отмель) в тайском южном диалекте, из-за наличия большого количества отмелей вдоль берега.
Панган долгое время считался любимым островом короля Рама V, который он посетил 14 раз за время своего правления.
Бронзовый барабан донгшонской культуры (500—100 до н. э.) найденный на Самуи в 1977 свидетельствуют о заселении Самуй и Пхангана 2000 лет назад. Некоторые историки предполагают, что первыми переселенцами были морские кочевники мокен прибывшие с Малайского полуострова.
В последние столетия популяция острова планомерно увеличивалась за счет рыболовецкого промысла и выращивания кокосов, которые до сих пор являются большой составляющей локальной экономики. До 1970-х годов на острове происходила добыча олова, которая впоследствии пришла в упадок и дала место туризму как основному направлению развития Пхангана.
Ввиду холмистой и труднопроходимой местности население острова распределено вдоль побережья. Более чем половина Пхангана выделена под национальные парки, на территории которых находится девственная тропическая природа с уникальной флорой и фауной.

## Административное деление

### Центральное деление
Пханган вместе с Тау и несколькими второстепенными островами образует ампхе Пханган (148 км²). Округ делится на три тамбона, которые далее подразделяются на 17 мубанов.
| #  | Название | Тайский  | Деревни | Численность |
| -- | -------- | -------- | ------- | ----------- |
| 1. | Пханган  | เกาะพะงัน | 8       | 10,094      |
| 2. | Бан Тай  | บ้านใต้    | 6       | 4,865       |
| 3. | КТау     | เกาะเต่า  | 3       | 2,357       |

### Местное деление
В округе есть четыре тамбона:
- Пханган (тайск. เทศบาลตำบลเกาะพะงัน) состоит из частей подокругов Пханган и бан Тай.
- Пхет Пха-Нган (тайск. เทศบาลตำบลเพชรพะงัน) состоит из подокруга Пханган.
- Бан Тай (тайск. เทศบาลตำบลบ้านใต้) состоит из подокруга бан Тай.
- Тау (тайск. เทศบาลตำบลเกาะเต่า) состоит из подокруга Тау.

## Сообщение с материком
Между материком, близлежащими островами и Пханганом организовано паромное сообщение из Самуй, 3 портами Сураттхани и 1 в Чумпхоне. Центральный порт находится в районе Тонгсала, 1 небольшой порт находится в районе Хаад Рин, откуда можно уплыть на соседний остров Самуй. Основные компании осуществляющие перевозку: Seatran Discovery, Lomprayah, Raja Ferry, Hadrin Queen, Nighboat и Songserm.
Переправу на остров с автотранспортом осуществляет компания Raja Ferry Port и Seatran.

## Транспорт на острове
Основной транспорт, используемый на острове — мотоциклы и мотороллеры. Большая часть дорог бетонные, двухполосные. Частично находятся в плохом состоянии — дороги проходят через горы и зачастую имеют сильный уклон и песчаное покрытие, размываемое ливнями. Местные тук-туки в большинстве своём отличаются от используемых в столице Таиланда Бангкок, и представляют собой пикапы, оборудованные крышей и скамейками.
На некоторые пляжи острова добраться можно только пешком или на лодке.

## Храмы
Остров считается духовным местом с немалым количеством буддистких храмов, а также процветающими частными ретрит и медитационными центрами.
- Chinese Temple (Китайский храм)
- Wat Paa Sang Tham
- Wat Samai Kongka
- Wat Maduea Wan
- Wat Pho & Herbal Sauna
- Wat Phu Khao Noi
- Wat Ampawa
- Wat Chaloklum
- Храм Серафима Саровского

В некоторых возможно прохождение випассаны.

## Туризм
Изюминкой острова является заповедная природа, недорогое жилье, доступная еда и многочисленные песчаные пляжи, с которых открывается уникальный вид на восход и закат Солнца.
На Пангане расположено:
- большое количество обзорных точек, кафе, ресторанов и отелей c привычными европейскими блюдами и сервисом.
- несколько дайвинг и кайт-школ.
- большое количество школ йоги и ретрит центров.

Остров упомянут в фильме «Пляж» с Леонардо Дикаприо как «Ко Паньян». В фильме также упомянут центральный город острова Тонгсала.
Растущая популярность Пхангана, государственные планы по джентрификации туристических направлений, а также сильно ограниченная территория для застройки поднимают вопрос о введении ограничений ради сохранения уникальной природы острова.

## Ночная жизнь
Ночная жизнь острова Панган оказала сильное влияние на развитие туризма, благодаря регулярным вечеринкам с местными и международными приглашенными диджеями.
Вечеринка «Full Moon Party» («Вечеринка Полной Луны») — популярный фестиваль танцевальной музыки, который проводится на пляже Хаад-Рин каждый месяц в полнолуние. Мероприятие основано на популярном жанре EDM, а количество посетителей может достигать десятков тысяч человек.
Раз в неделю открыты двери клубов прогрессив музыки: Guy’s Bar, Eden Garden, LightHouse и Loi Lay Floating Bar, Hollystone и многих других локальных заведений.
Предпринимаются попытки сделать Пханган более безопасным направлением для семейного отдыха, что провоцирует увеличение полицейских постов и досмотров.

## Образование

### Тайские школы
На острове Пханган есть около 10 тайских государственных школ для детей. Обучение бесплатное, но учащиеся должны говорить и писать на тайском языке.

### Школы для иностранцев
Есть несколько частных учебных заведений, следующих Британской национальной учебной программе.

#### Дошкольное образование
Детский сад Learning Tree Nursery & Kindergarten был открыт в 2008 году для детей от 2 до 7 лет.

#### Начальная школа
Международная школа Si Ri Panya, открытая в 2012 году, предоставляет образование детям от 5 до 11 лет (до 6 класса).

#### Средняя школа
Учебная школа Wisdom College Tutorial School ведет Кембриджскую учебную программу для детей от 11 до 14 лет (7-9 классы). Школа также практикует обучение на открытом воздухе, чтобы найти баланс между успеваемостью детей и связью с природой.

## Экологическая ситуация
В мае 2014 года Управление природных ресурсов и экологической политики и планирования (Onep) объявило районы Самуй, Тау и Пханган провинции Сураттхани частью экологически защищенной зоны после девяти лет усилий по регулированию коммерческого развития на островах.
Декларация Onep, означает, что вся коммерческая деятельность на Самуй, Тау, Пхангане и 39 других островах в этих районах будет ограничена в целях сохранения окружающей среды.
Мы надеемся, что декларация, по крайней мере, поможет сохранить окружающую среду на островах. Мы понимаем, что эта мера может не привести к значительному улучшению состояния окружающей среды, но это лучше, чем ничего..
По состоянию на 2018 год остров принимает около 458 000 посетителей в год, которые вместе с местными жителями генерируют около 7300 тонн твердых отходов в год. Происходит неочищенный сброс сточных вод, который угрожает коралловым рифам.
Правительство Таиланда и муниципалитет, частные компаний, а также местные некоммерческие организации, как EcoThailand Foundation проводят работы по очистке и восстановление зеленого острова Пханган, который является уникальным в Сиамском заливе.

Остров также активно занимается органическим устойчивым сельским хозяйством и производит большое количество органических фруктов, овощей, удобрений, репеллентов от насекомых и многое другое. 
«Мы хотели бы направить местный туризм в русло устойчивого развития, ориентированное, прежде всего, на сообщество».

## Галерея

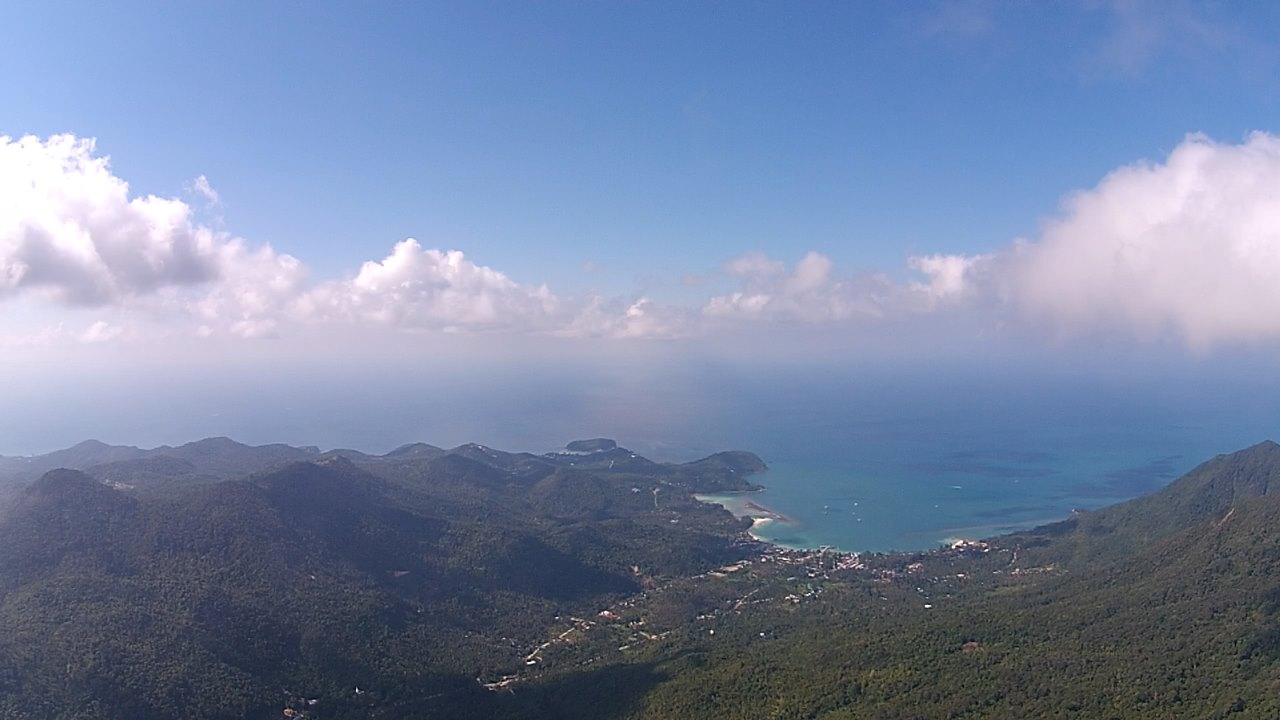
вид сверху на деревню Чалоклам
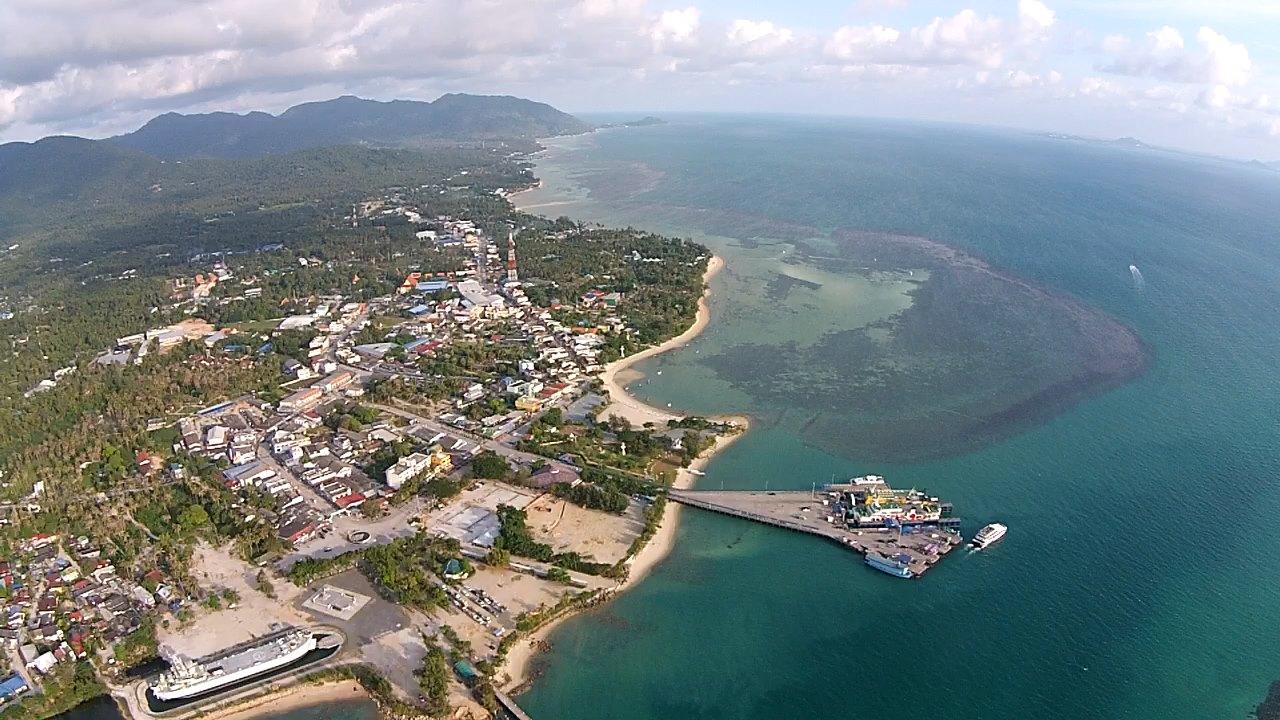
Пирс и деревня Thong Sala
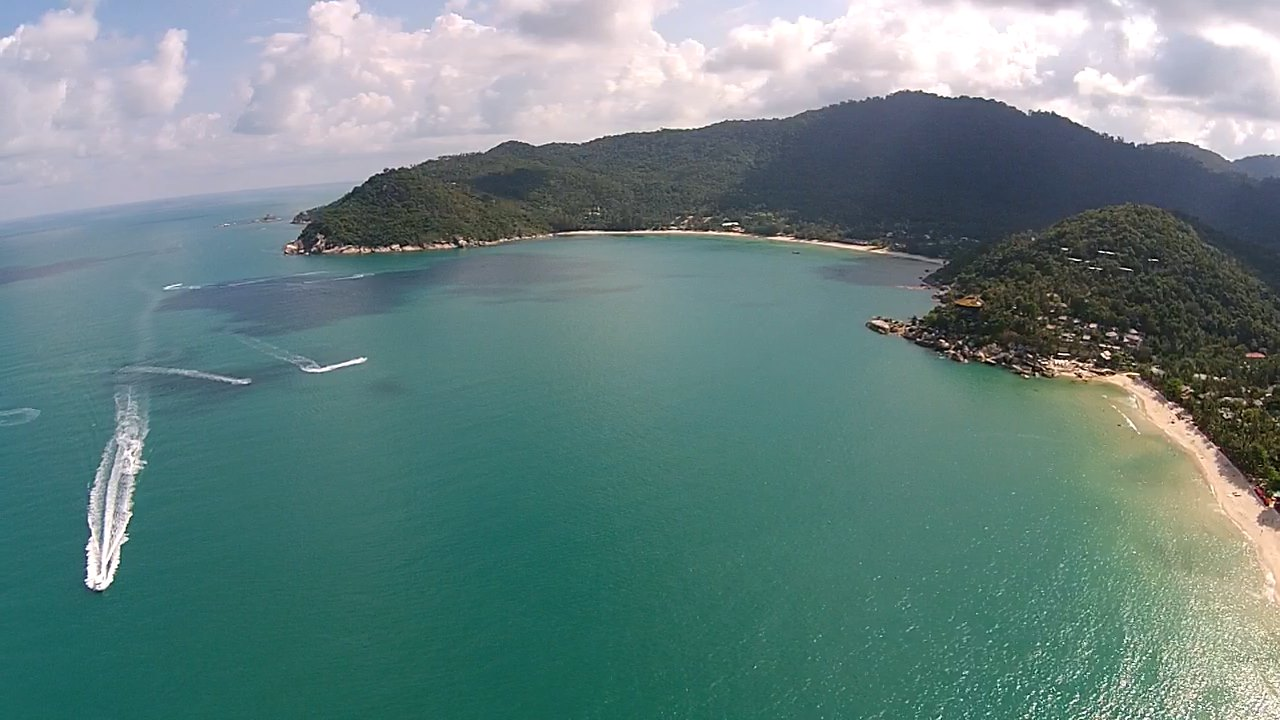
Залив Thong Nai Pan
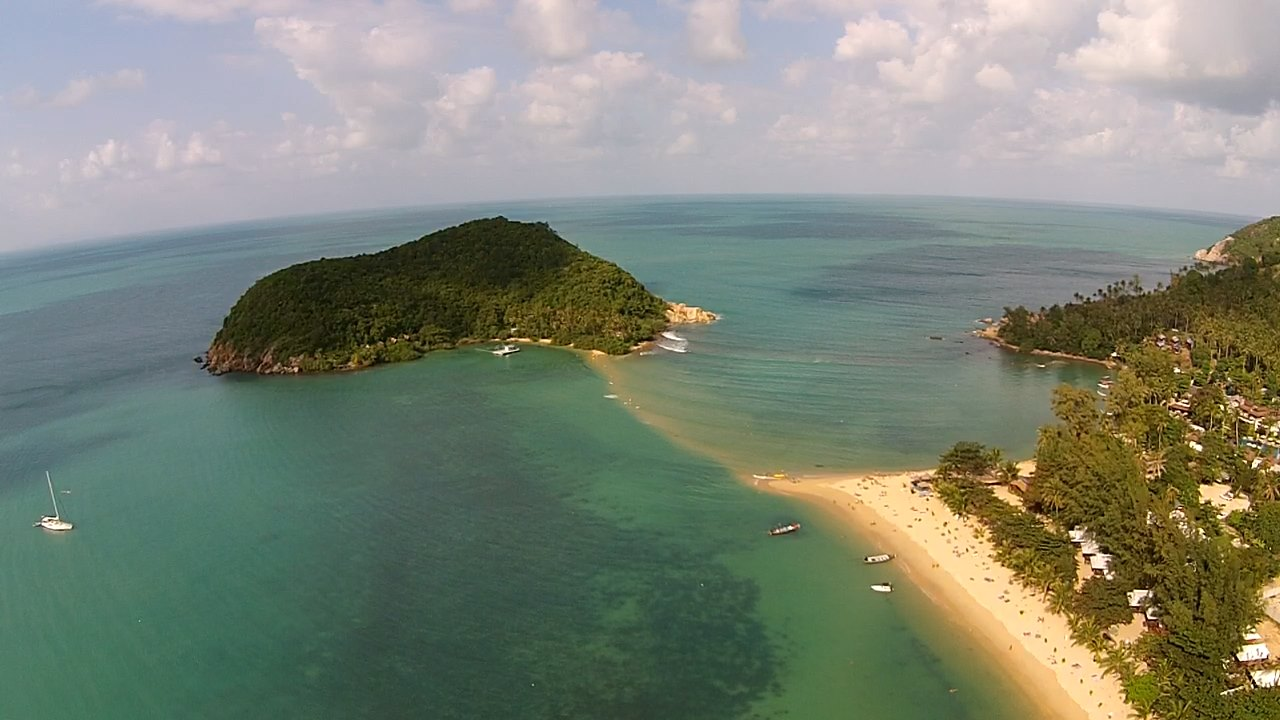
Пляж Mae Haad и островок Koh Ma в прилив
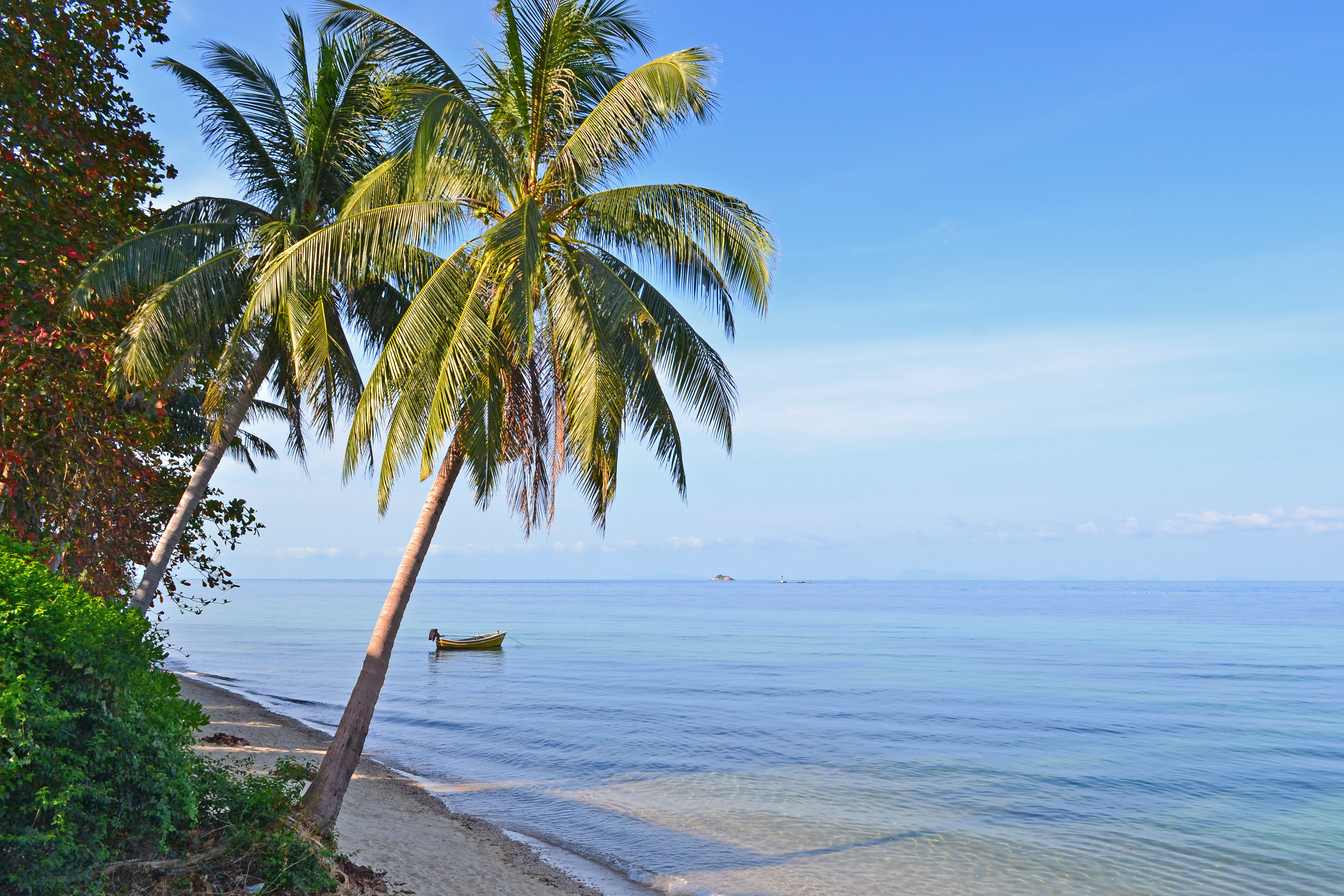
пляж Чао Пао
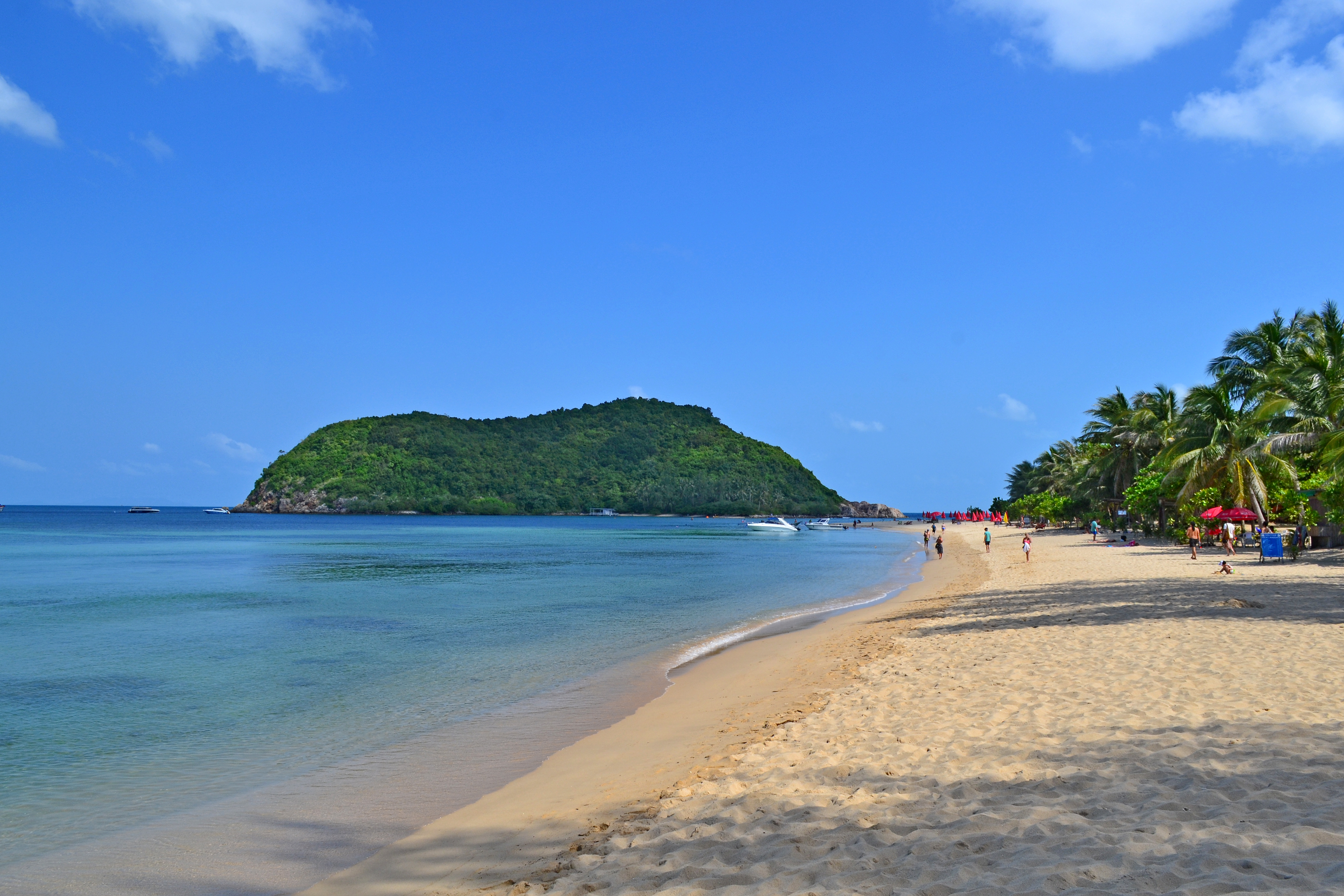
пляж Мае Хаад
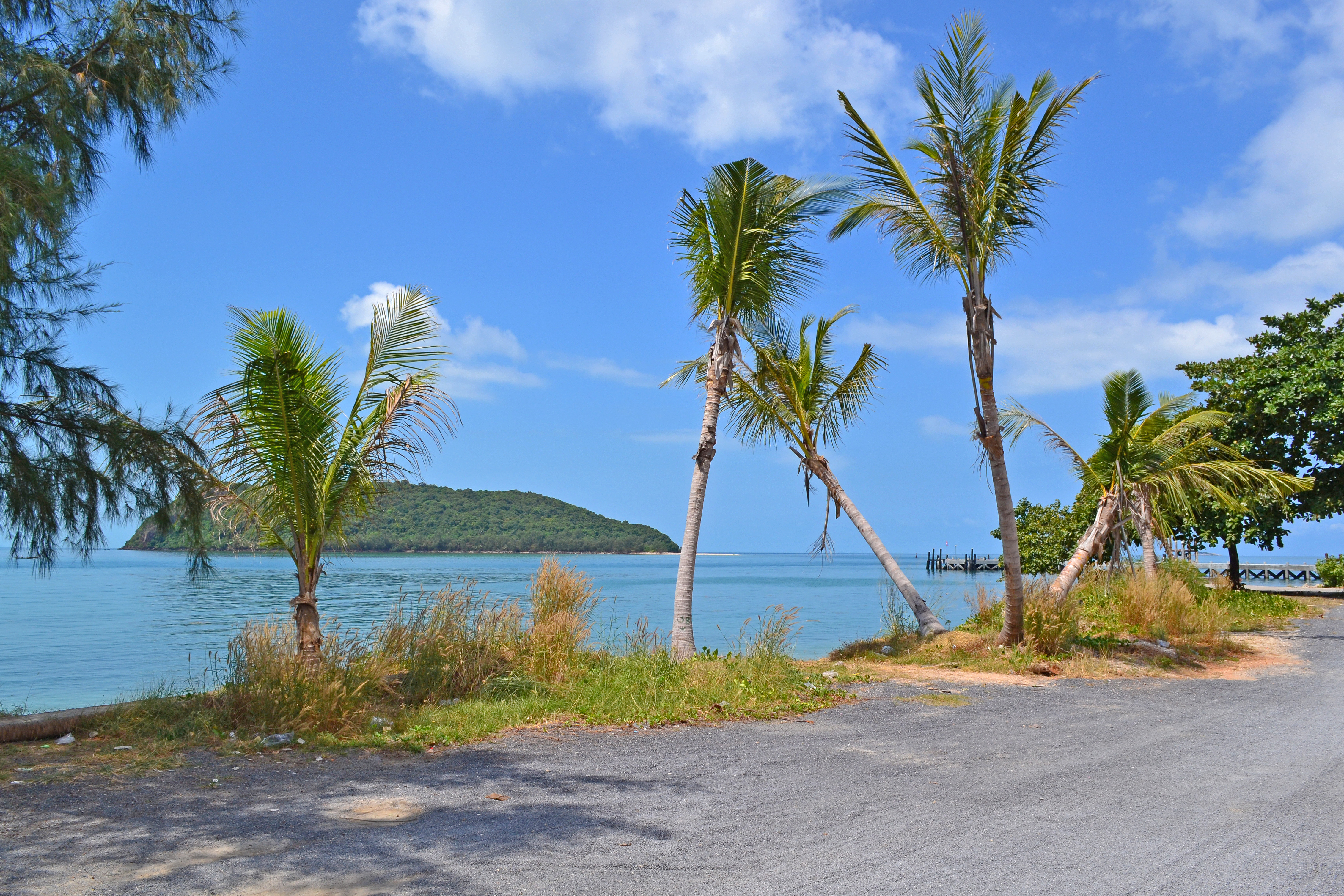
пристань Тонг Сала
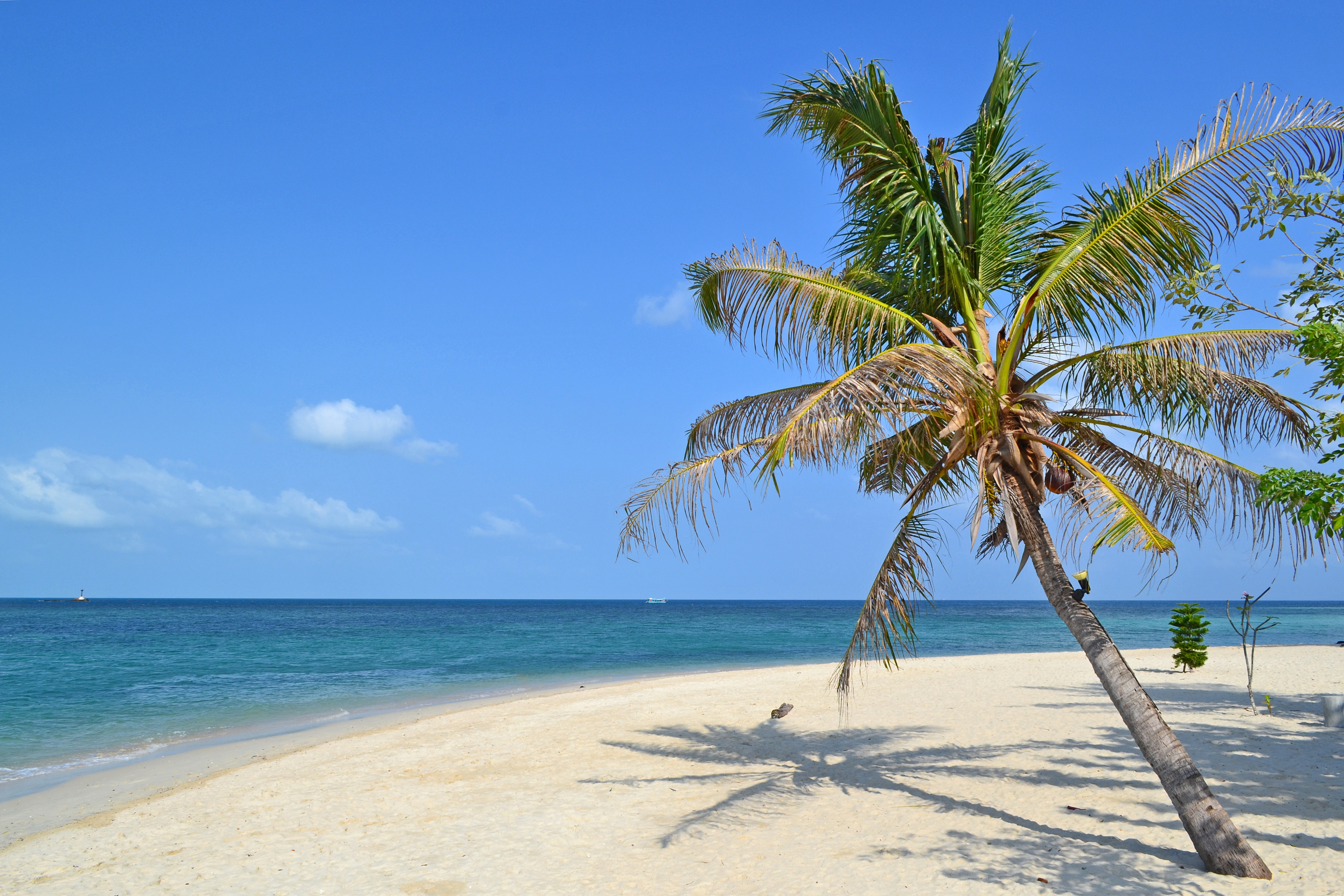
пляж Шритану
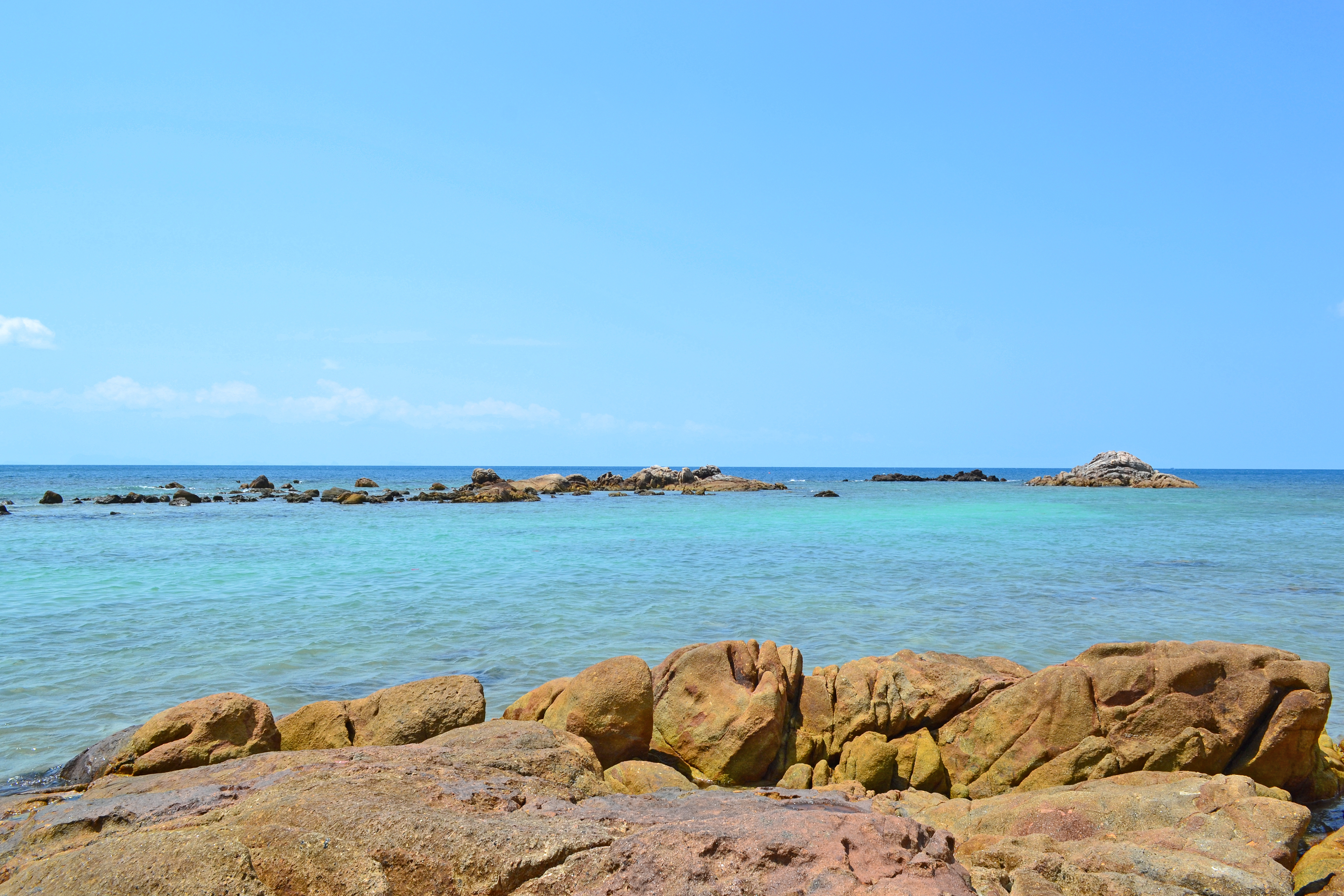
Между пляжем Чао Пао и Хаад Сон
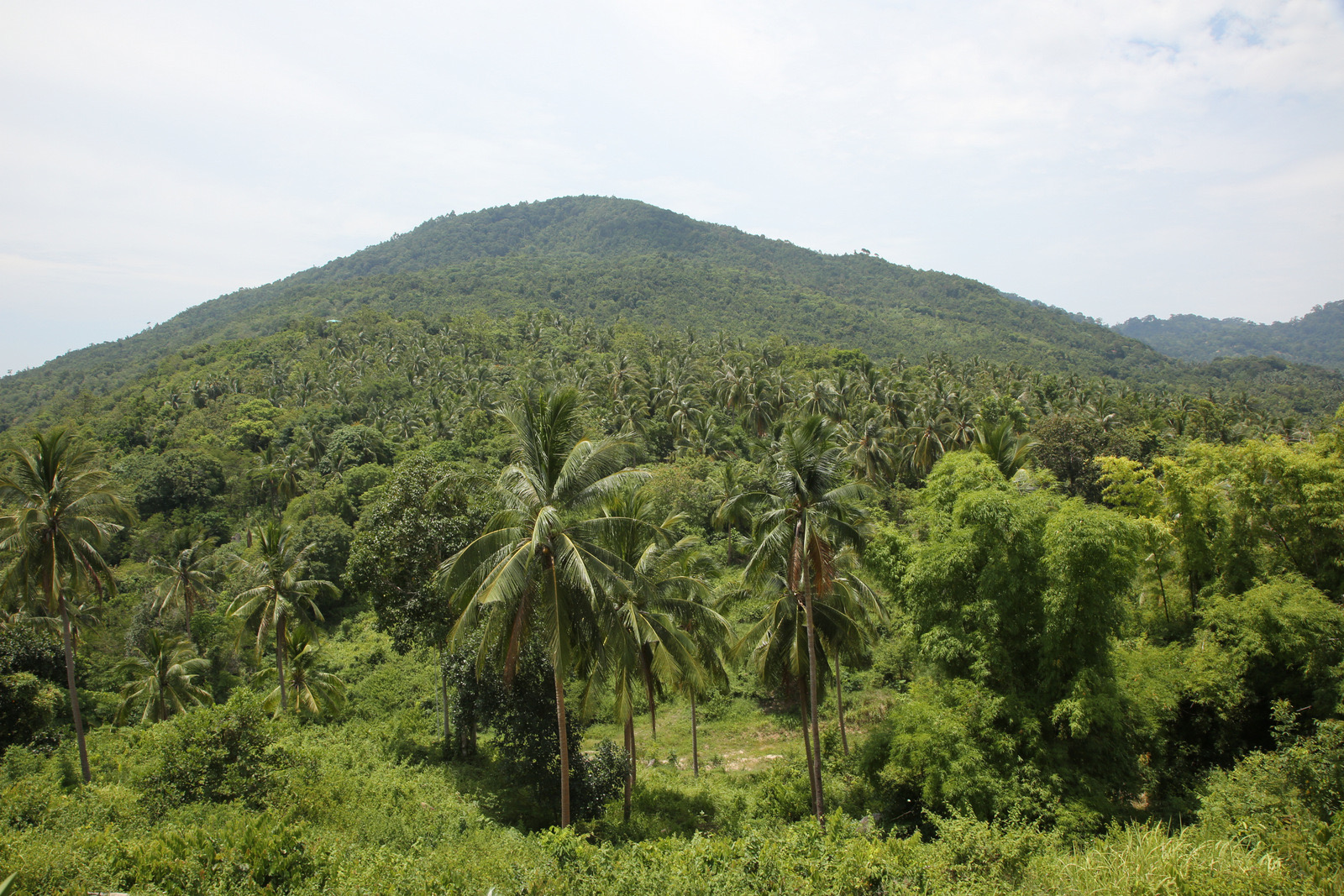
Тропический лес Пхангана
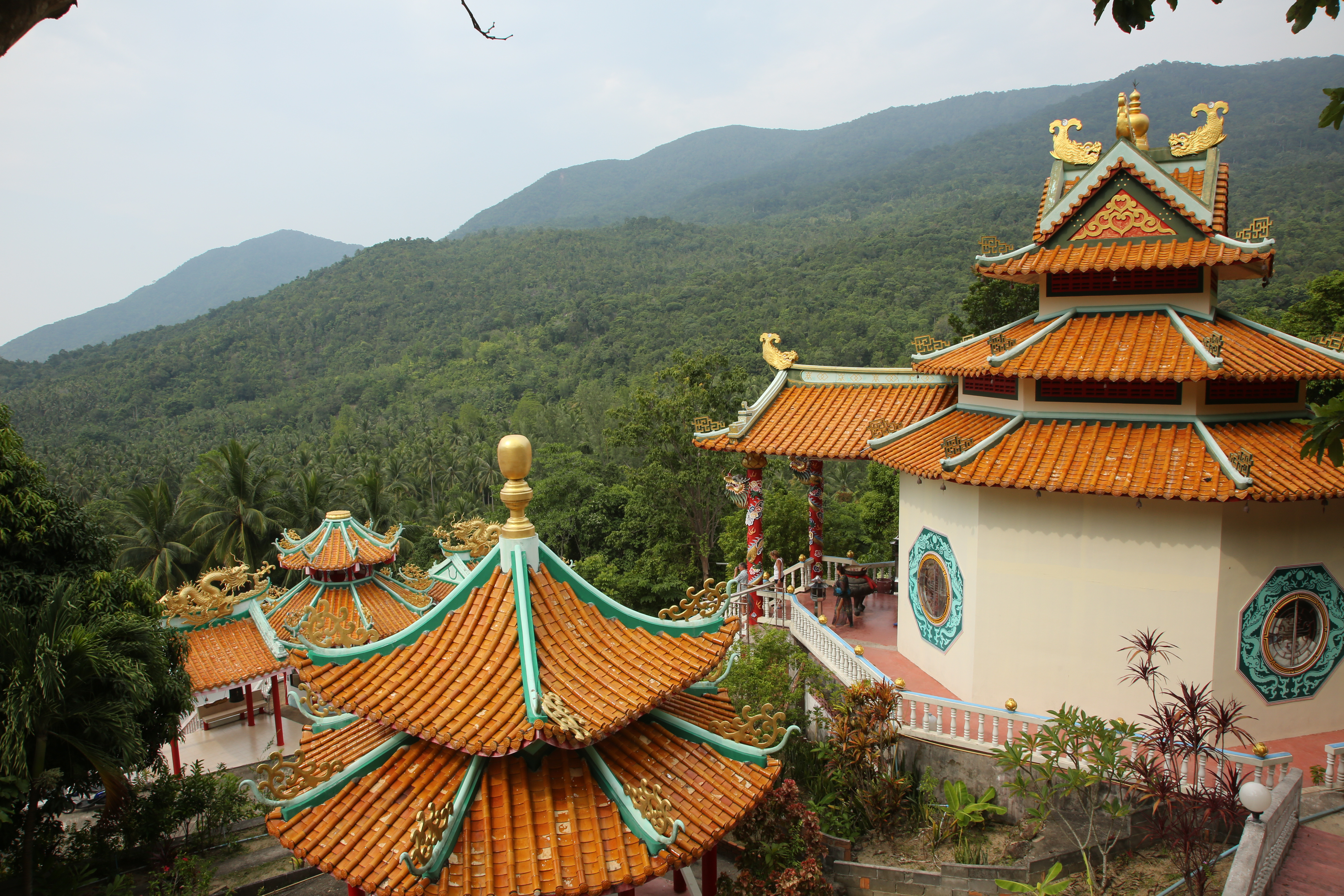
Вид с храма "Чао Мае Куан Им" на тропический лес